# Résolution 402 du Conseil de sécurité des Nations unies
 (mars 2025).
Si vous disposez d'ouvrages ou d'articles de référence ou si vous connaissez des sites web de qualité traitant du thème abordé ici, merci de compléter l'article en donnant les références utiles à sa vérifiabilité et en les liant à la section « Notes et références ».
Membres permanents
- Chine
- États-Unis
- France
- Royaume-Uni
- URSS

Membres non permanents
- Bénin
- Guyana
- Italie
- Japon
- Libye
- Pakistan
- Panama
- Roumanie
- Suède
- Tanzanie

Résolution no 401 Résolution no 403
La résolution 402 du Conseil de sécurité des Nations unies est adoptée le 22 décembre 1976. 
Après avoir entendu le ministre des Affaires étrangères du Lesotho, le Conseil exprime son inquiétude face à la décision de l'Afrique du Sud de fermer ses frontières avec le Lesotho dans de nombreuses régions dans le but de faire pression sur le pays pour qu'il reconnaisse « l'indépendance » du bantoustan de Transkei. Après avoir rappelé les résolutions précédentes, le Conseil félicite le Lesotho pour ne pas avoir reconnu le Transkei, et déclare qu'il organiserait une assistance économique au pays de la part de l'organisation elle-même et d'autres pays pour l'aider à surmonter le blocus imposé par l'Afrique du Sud.
La résolution demande ensuite au secrétaire général de surveiller la situation dans la région et de faire un rapport au Conseil de sécurité.
Aucun détail sur le vote n'est donné, si ce n'est que la résolution est adoptée par consensus.